# Polarité (acide nucléique)
Pour les articles homonymes, voir Polarité.

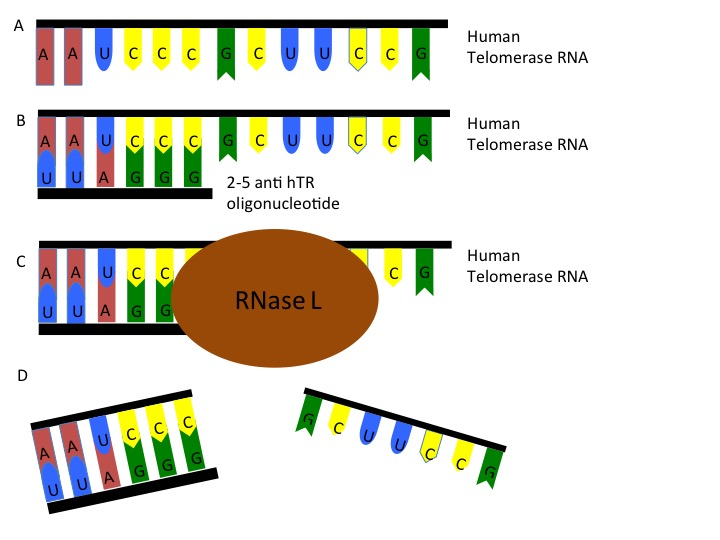
Cette figure montre comment les oligonucléotides antisens inhibent de l'activité de la télomérase.

En génétique et en biologie moléculaire, la polarité d'un acide nucléique est négative sur le brin transcrit en ARN messager et est positive sur le brin complémentaire. Un brin de polarité positive est dit « sens » tandis qu'un brin de polarité négative est dit « antisens ». On parle parfois de « brin matrice » pour désigner le brin antisens, mais ce terme peut être ambigu dans la mesure où les deux brins d'une même double hélice d'ADN (voire d'ARN chez certains virus) peuvent coder différentes protéines ; on parle alors de brins « ambisens »,,.

## Polarité de l'ADN
Le brin « sens » d'une double hélice d'ADN — brin de polarité positive — présente une séquence nucléotidique semblable à celle de l'ARN transcrit à partir du brin complémentaire. Ainsi, une séquence ATG sur un brin sens correspond à une séquence AUG sur l'ARN. Cependant, ce n'est pas le brin sens qui est transcrit en ARN messager, mais le brin « antisens » — de polarité négative — qui lui est complémentaire. 
Ainsi, un triplet de bases 5’-CAT-3’ sur le brin d'ADN antisens peut servir de matrice pour être transcrit en un triplet 5’-AUG-3’ sur l'ARN dans la mesure où l'appariement entre brins complémentaires est antiparallèle. Le brin d'ADN sens porterait dans ce cas le triplet 5’-ATG-3’ : d'une manière générale, le brin d'ADN sens porte une séquence semblable à celle de l'ARN transcrit à partir du brin d'ADN antisens.

## Polarité de l'ARN
Les virus à ARN monocaténaire peuvent présenter un génome de sens positif, de sens négatif, ou ambisens :
- sens positif : la séquence des gènes sur l'ARN viral est identique à celle des ARN messagers susceptibles d'être traduits en protéines. Certains virus de ce type, comme les coronavirus, peuvent produire directement des protéines par traduction de l'ARN viral sans même devoir recourir à une ARN polymérase ARN-dépendante.

- sens négatif : la séquence des gènes sur l'ARN viral est complémentaire de celle des ARN messagers susceptibles d'être traduits en protéines. Ils doivent par conséquent d'abord être transcrits en ARNm par une ARN polymérase ARN-dépendante qui seront ensuite traduits en protéines car ils ne peuvent pas être utilisés directement pour ce faire. C'est par exemple le cas du virus Ebola et de celui de la grippe.

- ambisens : les gènes présents sur l'ARN viral peuvent être, selon les cas, encodés positivement ou négativement, de sorte que certaines protéines peuvent être synthétisées directement par l'ARN viral tandis que d'autres le sont à partir d'un ARN messager préalablement produit par une ARN polymérase ARN-dépendante. C'est par exemple le cas des bunyavirus.